# Laufen (Germania)
Laufen (in bavarese Laffa) è una città tedesca situata nel land della Baviera, fa parte del circondario del Berchtesgadener Land.
Qui nacque il militare Konrad Krafft von Dellmensingen.